# 奧凱恩角

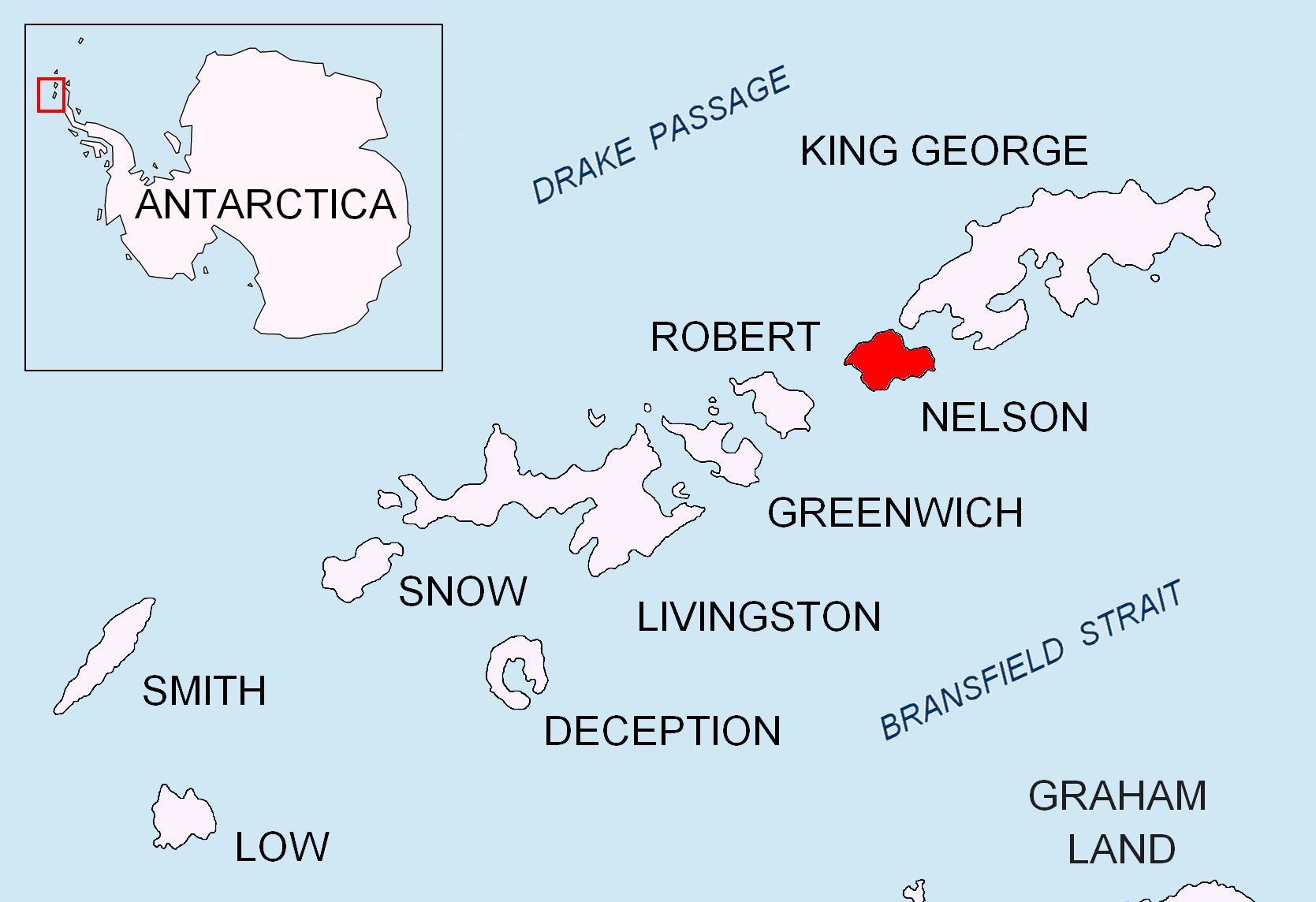

奧凱恩角（英語：O'Cain Point），是南極洲的海岬，位於南設得蘭群島的納爾遜島東部，處於迪圖瓦角西北面6公里，在1961年由英國南極名稱諮詢委員會命名，現時由南極條約體系管理。